# Osterwald (Garbsen)
Osterwald ist ein Stadtteil von Garbsen in der Region Hannover. Der Ort hat die dritthöchste Einwohnerzahl der Stadtteile in Garbsen und ist in Osterwald Unterende und Osterwald Oberende geteilt. Mit einer Fläche von 24,3 km² ist es der größte Stadtteil Garbsens und macht damit fast ein Drittel der Fläche der Stadt aus.

## Geografie
Osterwald ist der am nördlichsten gelegene Stadtteil Garbsens und mit einer Länge von über 9 km auch der längste und liegt auf einer Höhe von ca. 50 m ü. NN. Er grenzt im Westen an Frielingen, im Osten an Heitlingen, im Südwesten an Meyenfeld und Horst, im Südosten an Berenbostel und Stelingen und im Norden an den Ortsteil Resse der Gemeinde Wedemark.
Nördlich von Osterwald liegt der Osterwalder Wald. Dieser zieht sich bis zum Neustädter Moorgebiet. Durch diesen Wald zieht sich die Auter, der einzige Fluss von Osterwald. Im Osten liegt der Flughafen Hannover. Südlich von Osterwald findet sich der Rest von Garbsen, wo sich auch zwei Einkaufszentren befinden. Westlich liegen, durch die Bundesstraße 6 getrennt, Wunstorf mit seinem Militärflugplatz, von wo die Flugzeuge auch direkt über Osterwald und Frielingen starten.

### Osterwald Unterende
- Einwohner: 3686 (Stand: Juni 2018)[1]
- Fläche: 11 km²
- Bevölkerungsdichte: 363,6 je km²
- Koordinaten: 52° 28′ N, 9° 34′ O

### Osterwald Oberende
- Einwohner: 3353 (Stand: Juni 2018)[1]
- Fläche: 13,3 km²
- Bevölkerungsdichte: 264,7 je km²
- Koordinaten: 52° 28′ N, 9° 36′ O

## Geschichte
Vor der Gründung Osterwalds im 13. Jahrhundert durch Nienburger Mönche war das Gebiet rund um den „Osterwald“ ein großes Moorgebiet, welches trockengelegt wurde. Der Stadtteil ist historisch als Hagensiedlung entlang der Hauptstraße entstanden. Die mit der Hauptstraße verbundenen schmalen, aber sehr tiefen Grundstücksstreifen (Hagenhufendorf), hauptsächlich mit Äckern und Weiden, sind heute noch zu erkennen. Es gibt noch eine ganze Reihe landwirtschaftlicher Betriebe, die neben zwei- bis dreigeschossigen Mehrfamilienhäusern und Einfamilienhäusern das Bild Osterwalds prägen. Neben den landwirtschaftlichen Betrieben haben sich in den vergangenen Jahren viele Gewerbebetriebe angesiedelt.
Der langjährige Manager des FC Bayern München, Uli Hoeneß, überlebte am 17. Februar 1982 bei Osterwald einen Flugzeugabsturz.

## Politik

### Ortsrat
Der Ortsrat der Ortschaft Osterwald, der die Orte Osterwald Oberende, Osterwald Unterende und Heitlingen vertritt, setzt sich aus zwei Ratsfrauen und sieben Ratsherren zusammen. 
Sitzverteilung
- SPD: 3 Sitze
- CDU: 3 Sitze
- FDP: 1 Sitz
- Grüne: 1 Sitz
- AfD: 1 Sitz

(Stand: Kommunalwahl 1. August 2021)

### Ortsbürgermeister
Der Ortsbürgermeister ist Norbert Gehrke (SPD). Sein Stellvertreter ist Rolf-Günther Traenapp (CDU). 

## Kultur und Sehenswürdigkeiten

### Bauwerke
- In Osterwald Oberende steht die im 18. Jahrhundert erbaute Barockkirche.

### Baudenkmale
- Siehe: Liste der Baudenkmale in Osterwald-Oberende
- Siehe: Liste der Baudenkmale in Osterwald-Unterende

### Vereine

#### Sport
1924 wurde der Verein SV Wacker Osterwald e. V. ins Leben gerufen, um allen Interessierten die Möglichkeit zu geben Sport zu betreiben. Die Gemeinschaft entwickelte sich zu einem festen Bestandteil im Leben der Mitglieder. Inzwischen hat der Verein 11 Sparten, es werden die Sportarten Basketball, Boule, Dart, Fußball, Gesundheitssport, Handball, Jiu-Jitsu, Leichtathletik, Tennis, Tischtennis und Turnen angeboten.
Neben den oben genannten Sportarten erzielt die Freiwillige Feuerwehr Osterwald-Unterende immer wieder überregionale Erfolge bei sportlichen Wettbewerben. So ist das Team im Bereich der Erwachsenen im Jahr 2012 und 2014 Bezirksmeister geworden. 2015 erzielten sie den 2. Platz und wurden damit „Vizelandesmeister“. Die Jugendabteilung der Feuerwehr ist noch erfolgreicher. Neben Erfolgen auf Stadt-, Regions- und Bezirksebene gewannen die Jugendlichen 2022 die Landeswettbewerbe im Bundeswettbewerb der Jugendfeuerwehren in Emden. Nur wenige Monate später erzielten sie den ersten Platz bei den deutschen Meisterschaften in Homburg/Saarland und wurden somit Deutscher Meister 2022. Zwei Jahre später verteidigte die Jugendfeuerwehr den Titel und wurde im September 2024 erneut Deutscher Meister in Dresden. 

#### Pferdesport
Tradition in Osterwald hat der Pferdesport, da der Ort ehemals von Koppelknechten besiedelt wurde. Ausrittmöglichkeiten bieten die nördlich liegenden großen Freiräume mit dem ausgedehnten Waldbereich des Osterwalds und der Auterniederung. Ein Reitverein heißt „Reit- und Fahrverein 'St. Georg' Osterwald u. U. e. V.“ und hat in Osterwald Unterende seinen Sitz. Pfingsten findet dort alljährlich ein Pony-Kutschrennen statt. Seit dem Jahre 2000 gibt es hier einen zweiten Reitverein, die Zucht- und Reitgemeinschaft (ZRG) Osterwald e. V.

## Wirtschaft und Infrastruktur

### Unternehmen
In der Molkereistraße, welche die B 6 kreuzt, haben sich zahlreiche Betriebe angesiedelt und bilden das Gewerbegebiet Garbsen Nord-West. Hier gibt es neben mehreren handwerklichen Betrieben auch eine Spedition, ein Gartencenter und ein Möbelgeschäft. Trotz des in der Nähe liegenden Flughafens Hannover-Langenhagen ist Osterwald ein beliebter Wohnstandort mit guter Infrastruktur.
Im Zentrum Osterwalds befindet sich der Einkaufskomplex des Gieselmannhofes. Hier findet man Discounter, Arztpraxen und ein Restaurant. Ansonsten verteilen sich Supermärkte, Bäckereien, Apotheken, Fahrschulen, Schreibwarengeschäfte, Banken, Fleischereien usw. rund um die etwa 9 km lange Hauptstraße.

### Verkehr
Von Osterwald besteht eine direkte Busverbindung nach Hannover-Stöcken (Linie 490) und nach Neustadt am Rübenberge (Linie 421, teilweise Linie 490). Mit der Linie 430 kommt man direkt an den Endhaltepunkt der Straßenbahn in Garbsen, die direkt nach Hannover fährt. Über Garbsen ist die Stadtbahnhaltestelle Marienwerder erreichbar. Über die Molkereistraße und die Hauptstraße kommt man auf direktem Weg zur B 6, auf welcher man dann relativ schnell nach Hannover und Bremen gelangen kann.

### Bildung
In Osterwald gibt es die in Osterwald-Oberende gelegene Mittelpunktschule mit ihren beiden Außenstellen Oberende und Unterende die keinen besonderen Namen haben. In Unter- und Oberende wird nur das 1. und 2. Schuljahr unterrichtet. Danach werden die Kinder auf die Klassen der Mittelpunktschule verteilt, die ihrem Jahrgang entsprechen. Nach dem vierten Jahrgang werden die Kinder auf die weiterführenden Schulen in Garbsen aufgeteilt. Weiterhin gibt es in Osterwald vier große Kindertagesstätten, in denen die Kinder von ausgebildetem Personal erzogen werden.